# Typizacja
Typizacja – w socjologii fenomenologicznej jest to proces szeregowania przez jednostkę elementów rzeczywistości w pewne typy, poprzez odwołanie się do posiadanych przez nią zasobów wiedzy. Pojęcie to wprowadzone zostało przez Alfreda Schütza.
Stykając się z określonym elementem otaczającej rzeczywistości, podobnym do spotykanych wcześniej (typowym), jednostka automatycznie przypisuje mu te same cechy. Poznawanie rzeczywistości opiera się na "swoistej ekonomii", polegającej na stosowaniu uproszczeń w postrzeganiu obiektów, co jednostce oszczędza czas i energię, jeśli po raz kolejny styka się z podobnym elementem rzeczywistości.
Poznając rzeczywistość jednostka postrzega najpierw ogólne cechy obiektu rzeczywistości, rozpoznając w nim cechy typowe, a dopiero później koncentruje się na szczegółach, które dany przedmiot mogą wyróżniać od innych do niego podobnych (w danym typie). Wchodząc w relacje z innymi osobami, jednostka na podstawie obserwacji powtarzalnych działań buduje ich typy osobowości, co pozwala jej na przewidywalność przebiegu interakcji.